# 興西路 (高雄市)
興西路（Singsi Rd.）是高雄市楠梓區東邊的南北向主要道路，本道路位於中山高速公路楠梓交流道旁，沿途跨越楠梓溪，可通往楠梓市區、仁武區及大社區。起端於旗楠路口，前端銜接高速公路北上至岡山交流道；末端至鳳楠路、鳳仁路口，續行接高速公路南下至鼎金系統交流道連結國道十號、高雄交流道往高雄市區。

## 行經行政區域
（由北至南）
- 楠梓區
- 仁武區

## 沿線設施
（由北至南）
- 楠梓交流道北側
- 旗楠路
- 楠梓競技場
- 高雄高等行政法院（興楠路180號）
- 統聯客運楠梓站（興楠路263號）
- 和欣客運楠梓站（經建路46號）
- 大社工業區
- 鳳楠路、鳳仁路
- 楠梓交流道南側

## 公車資訊
- 統聯客運
  - 1610 高雄－－台北
  - 1621 高雄－－台中
  - 1650 高雄－－北港－口湖－三條崙
  - 1651 高雄－－北港－四湖－三條崙
- 和欣客運
  - 7512 新營－－高雄
  - 7513 臺北－－高雄